# Enzo Paolo Turchi
Enzo Paolo Turchi (Napoli, 19 luglio 1949) è un ballerino, coreografo e personaggio televisivo italiano.

## Biografia
Nato e cresciuto nei Quartieri Spagnoli di Napoli, si diplomò giovanissimo alla Scuola del Teatro San Carlo in danza classica e altre discipline musicali, esibendosi in seguito in vari teatri italiani, come la Fenice di Venezia, il Comunale di Bologna ed esteri. Già nel 1971 fu tra i creatori della prima scuola italiana di danza moderna. In seguito passò in televisione, diventando il primo ballerino di famose trasmissioni. Accanto a Raffaella Carrà nel 1971 ballò il famoso Tuca tuca. Lavorò anche all'estero (Spagna, Grecia, Germania, Paesi Bassi e Argentina) ottenendo anche una candidatura al prestigioso premio televisivo della Rosa d'oro di Montreux, nel 1978. Nel 1983 si trasferì a Canale 5 e durante il programma Drive In conobbe Carmen Russo, che divenne sua compagna di vita e di lavoro.

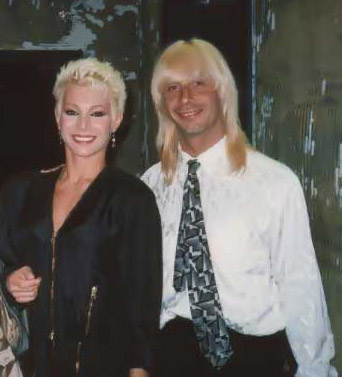
Enzo Paolo Turchi, in compagnia di Carmen Russo, alla Discoteca Majorca di Codogno, nel 1988

Tra i programmi ai quali ha partecipato vanno ricordati Canzonissima, Grand Hotel, Fantastico, Domenica in, Patatrac, Risatissima, il Festival di Sanremo e Doppia coppia. Fu maestro per alcuni famosi ballerini, come Lorella Cuccarini, Luca Tommassini e Marco Garofalo. Nel 2005 ha partecipato alla terza edizione del reality show L'isola dei famosi, su Rai 2, ritirandosi dalla gara prima del termine per problemi di emorroidi che lo costrinsero a sottoporsi a un intervento chirurgico. Nel 2007 ha partecipato come concorrente alla quinta edizione di Ciao Darwin. Nel 2011 ha partecipato a 101 modi per perdere un Game show, in cui ne è uscito vincitore.
Nel 2012 è stato uno dei concorrenti della nona edizione de L'isola dei famosi, su Rai 2, dalla quale si è ritirato nel corso della settima puntata. Nel dicembre 2014 ha partecipato, insieme alla moglie, come concorrente VIP alla settimana di lancio del quiz televisivo di Pupo Una canzone per 100.000, su Agon Channel. Successivamente si occupa soprattutto della sua scuola di ballo a Napoli, gestita assieme alla moglie. Nel gennaio 2015 con la moglie apre una seconda scuola di danza a Palermo. Da settembre a novembre 2024 è stato uno dei concorrenti della diciottesima edizione del Grande Fratello, in onda su Canale 5 con la conduzione di Alfonso Signorini, dove si è poi ritirato per motivi personali.

## Vita privata
È sposato dal 1987 con Carmen Russo, dalla quale ha avuto una figlia, Maria, nata il 14 febbraio 2013. Si professa cattolico.

## Programmi televisivi

### Ballerino
- Canzonissima
- Ma che sera
- Grand Hotel
- Fantastico
- Domenica in
- Tilt
- Drim
- Patatrac
- Risatissima
- Festival di Sanremo
- Doppia coppia

### Altri ruoli
- L'isola dei famosi (Rai 2, 2005, 2012) – concorrente
- Bake off Italia Celebrity (Real Time, 2017) – concorrente
- Alessandro Borghese - Celebrity Chef (TV8, 2022) – concorrente
- Non sono una signora (Rai 2, 2023) – concorrente
- Grande Fratello (Canale 5, 2024) – concorrente

## Filmografia

### Cinema
- Un fidanzato modello, regia di Andrea Vialardi – cortometraggio (2014)
- Raffa, regia di Daniele Luchetti – documentario (2023)

### Televisione
- Delitto in via Teulada, regia di Aldo Lado – film TV (1980)
- La nostra Raffaella, regia di Emanuela Imparato – documentario (2024)